# Achter de Dom
Achter de Dom is een straat in het centrum van de Nederlandse stad Utrecht.
De straat loopt direct aan de oostzijde van de Domkerk en verbindt de Voetiusstraat met de Pausdambrug. Rond 1400 lag ze op de immuniteit van Oudmunster. Een voormalige straatnaam voor het zuidelijke deel van de straat is Domtrans. In de eerste helft van de 17de eeuw werd dit deel verbreed.
Aan de Achter de Dom bevinden zich vandaag de dag diverse rijksmonumenten waaronder op nummer 7 een laatmiddeleeuws claustraal huis van het kapittel van de Dom of dat van Oudmunster. In de bestrating van Achter de Dom zijn de contouren zichtbaar gemaakt van het Romeinse fort Traiectum, in de middeleeuwen de burcht Trecht.
In deze straat bevond zich van 1964 tot 1990 Museum Hedendaagse Kunst-Utrecht, dat geleid werd onder Wouter Kotte en tot ver buiten de stadsgrenzen bekendheid verwierf.